# Leccionario 8
El Leccionario 8, designado por la sigla ℓ 8 (en la numeración Gregory-Aland), es un manuscrito griego del Nuevo Testamento. Paleográficamente ha sido asignado al siglo XIV.

## Descripción
El códice contiene enseñanzas del Evangelio, en 309 hojas de pergamino (34 cm por 28 cm). El texto está escrito en letra griega minúscula, en dos columnas por página, 28 líneas por página. No contiene notas musicales.

## Historia
El manuscrito fue escrito por un monje llamado Cosmas. El manuscrito no ha sido citado en las ediciones del Nuevo Testamento griego de UBS. Actualmente, el códice se encuentra en la Biblioteca nacional de Francia, en París, Francia.